# Bijato

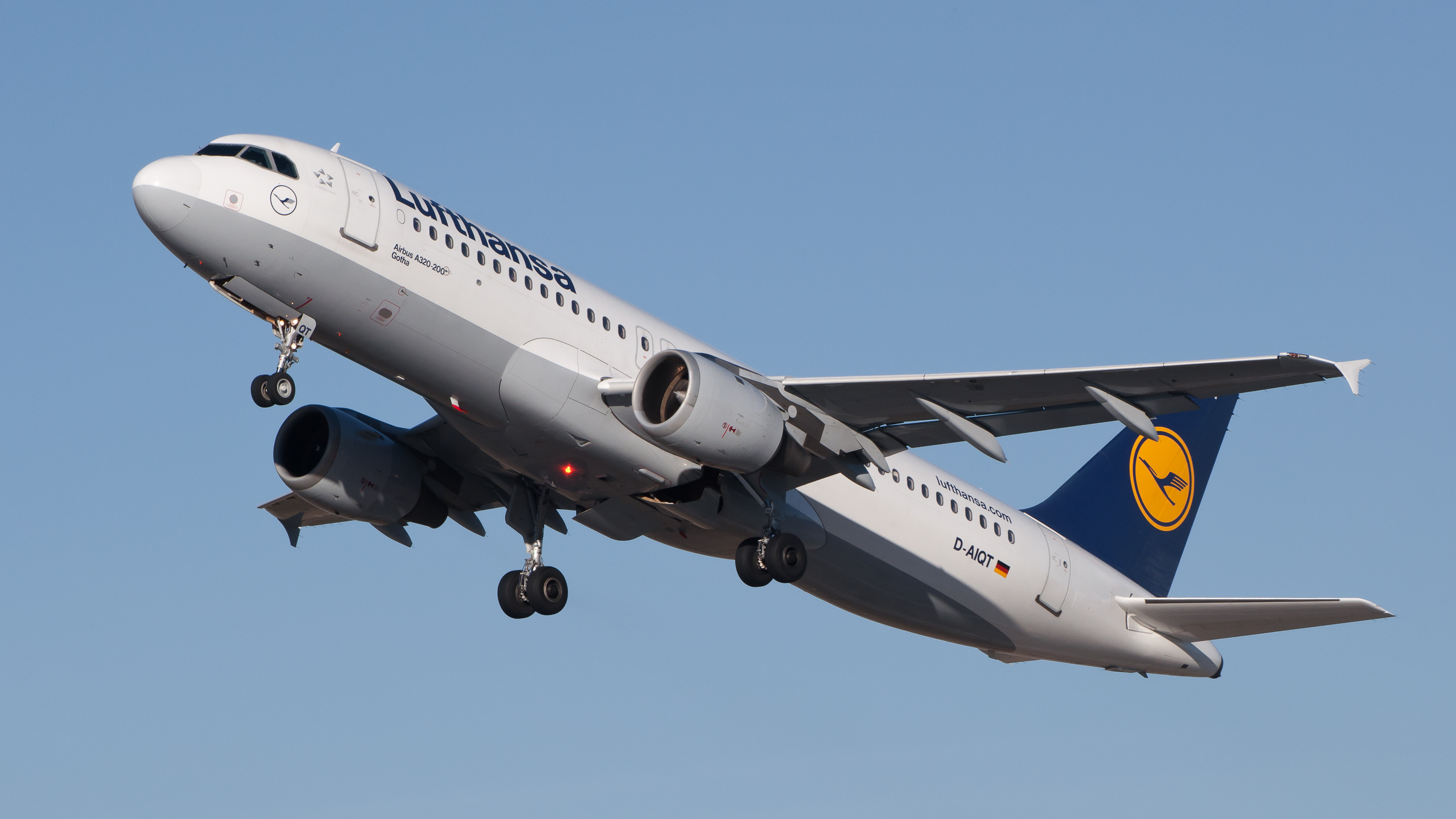
Airbus A320, um bijato de fuselagem estreita que utiliza turbofans.

Bijatos são aviões que utilizam dois motores a jato, quer sejam turbojato ou turbofan. Apesar de conseguirem pousar com apenas um motor. Normalmente este tipo de areonaves são civis mas mesmo assim existem aviões militares como o F-22 Raptor.[carece de fontes?]

## Ver também

Motor turbo-fan.

## Aviões bijatos
- Boeing 777
- Airbus A330
- Embraer Jets E-2